# Brontotheriidae
A Brontotheriidae vagy Titanotheriidae kihalt emlős család a páratlanujjú patások (Perissodactyla) rendjéből, mely utóbbihoz a lófélék, orrszarvúfélék és tapírfélék  is tartoznak. A család tagjai valószínűleg a lovak közeli rokonai voltak, de inkább orrszarvúhoz hasonló külsejűek lehettek. Mintegy 56-34 millió évvel ezelőtt élhettek, az eocén korszakban.

## Leírásuk és evolúciójuk
Első lábukon négy, a hátsón három ujjuk volt. Fogaik a viszonylag puha növényzet rágásához alkalmazkodtak, rágófogaik belső éle jellegzetes W alakú volt.
A jelentős észak-amerikai maradványanyagnak köszönhetően evolúciójuk viszonylag jól ismert. Legkorábbi képviselőik, mint az Eotitanops kis termetűek voltak, egy méternél nem magasabbak és nem volt szarvuk. A későbbi csoportok nagytestűekké fejlődtek, bár az eocén folyamán kis termetű csoportok is fennmaradtak, mint a Nanotitanops. Néhány nemnek, mint a Dolichorhinusnak jelentősen meghosszabbodott a koponyája.
A későbbi Brontotheriidae-fajok 2,5 méteres testmagasságot is elértek és szarvszerű képződményeket viseltek. Például az észak-amerikai Megacerops orra felett a hímek esetében nagyobb méretű dupla szarvat viselt. A nemi különbség a szarv nagyságában azt jelzi, hogy párzás előtt a hímek valószínűleg megverekedtek egymással. A szarvak az orrszarvúaktól eltérőn csontból volt, és nem egymás alatt, hanem egymás mellett helyezkedtek el.
Valószínűleg azért pusztultak ki, mert nem tudtak alkalmazkodni a szárazabbá váló éghajlathoz, illetve az oligocén során elterjedt durvább anyagú füvekhez.
Az Andrewsarchus, amelynek csontjait Mongóliában találták meg, vadászhatott a Brontotheriidae egyedekre.

## Osztályozásuk
Lent kétféle osztályozási rendszerük olvasható. Az első 43 nemet és nyolc alcsaládot tartalmaz
és nemrégiben megjelent publikációból való (McKenna és Bell, 1997), de 1920 előtti kutatásokra támaszkodik és jócskán elavult. A második újabb kutatásokon alapul (Mihlbachler et al., 2004a, 2004b; Mihlbachler, 2005), több korábbi alcsalád nevet kiiktat de tartalmaz újabban felfedezett csoportokat. A Lambdotheriumot és a Xenicohippust korábban a brontotheriumok közé sorolták, de ma már máshová tartozónak tartják őket, bár a Lambdotherium a brontotheriumok legközelebbi rokonai közé tartozhat. A Xenicohippust ma már a lófélék, az Equidae közé tartozónak vélik..
| Régi osztályozás (McKenna és Bell, 1997) | Új osztályozás (Mihlbachler et al., 2004a, 2004b; Mihlbachler, 2005) |
| --- | --- |
| - Család Brontotheriidae - Pakotitanops incertae sedis, Pakisztán - Nanotitanops incertae sedis, Ázsia - Alcsalád Lambdotheriinae - Lambdotherium, Észak-Amerika - Xenicohippus, Észak-Amerika - Alcsalád Palaeosyopinae - Palaeosyops (köztük az Eotitanops), Észak-Amerika, 0,5 m - Mulkrajanops, Pakisztán, 1,25 m - Alcsalád Dolichorhininae - Metarhinus, Észak-Amerika, 1 m magas - Sphenocoelus, Észak-Amerika, 1,25 m magas - Mesatirhinus, Észak-Amerika, 1 m - Alcsalád Brontotheriinae - Duchesneodus, Észak-Amerika - Brontotherium, Észak-Amerika - Megacerops, Észak-Amerika, 2,5 m - Alcsalád Embolotheriinae - Titanodectes, Ázsia - Embolotherium, Mongólia, 2,5 m - Protembolotherium, Külső-Mongólia, 2 m - Alcsalád Brontopinae - Brachydiastematherium, Kelet-Európa, 2 m - Pachytitan, Belső-Mongólia, 2 m - Dianotitan, Kína, 2 m - Gnathotitan, Belső-Mongólia, 2,5 m - Microtitan, Belső-Mongólia, 0,75 m - Epimanteoceras, Belső-Mongólia, 2 m - Protitan, Belső-Mongólia, 2 m - Rhinotitan, Belső-Mongólia, 2,5 m - Metatitan, Mongólia, 1,5 m - Protitanotherium, Észak-Amerika, 2 m - Parabrontops, Mongólia, 2 m - Oreinotherium, Észak-Amerika - Brontops, Észak-Amerika - Protitanops, Észak-Amerika, 2 m - Pygmaetitan, Kína, 0,5 m - Alcsalád Telmatheriinae - Acrotitan, Belső-Mongólia, 0,3 m - Desmatotitan, Belső-Mongólia, 1,25 m - Arctotitan, Kína - Hyotitan, Belső-Mongólia, 2,2 m - Sthenodectes, Észak-Amerika, 1,25 m - Telmatherium (köztük a Metatelmatherium), from North America és Belső-Mongólia, 1,5 m - Sivatitanops, Ázsia és Európa - Alcsalád Menodontinae - Diplacodon, Észak-Amerika, 2 m - Eotitanotherium, Észak-Amerika - Notiotitanops, Észak-Amerika, 2 m - Menodus, Európa és Észak-Amerika - Ateleodon, Észak-Amerika | - Család Brontotheriidae - Pakotitanops incertae sedis, Pakisztán - Mulkrajanops incertae sedis, Pakisztán, 1,25 m - Eotitanops, Észak-Amerika, 0,5 m - Palaeosyops, Észak-Amerika, 1 m - Alcsalád Brontotheriinae - Bunobrontops, Ázsia - Mesatirhinus, Észak-Amerika, 1 m - Dolichorhinus, Észak-Amerika, 1,25 m - Sphenocoelus, Észak-Amerika, 1,25 m - Desmatotitan, Belső-Mongólia, 1,25 m - Fossendorhinus, Észak-Amerika - Metarhinus, Észak-Amerika, 1 m magas - Microtitan, Belső-Mongólia, 0,75 m - Sthenodectes, Észak-Amerika, 1,25 m - Telmatherium, Észak-Amerika, 1,25 m - Metatelmatherium, Észak-Amerika és Belső-Mongólia, 1,25 m - Epimanteoceras, Belső-Mongólia, 2 m - Hyotitan incertae sedis, Belső-Mongólia, 2,2 m - Nanotitanops incertae sedis, Ázsia - Pygmaetitan incertae sedis, Kína, 0,5 m - Acrotitan incertae sedis, Belső-Mongólia, 0,3 m - Arctotitan incertae sedis, Kína - Qufutitan incertae sedis, Kína - Tribe Brontotheriini - Protitan, Belső-Mongólia, 2 m - Protitanotherium, Észak-Amerika, 2 m - Rhinotitan, Belső-Mongólia, 2,5 m - Diplacodon (köztük az Eotitanotherium), Észak-Amerika, 2 m - Pachytitan, Belső-Mongólia, 2 m - Brachydiastematherium, Kelet-Európa, 2 m - Sivatitanops, Ázsia és Európa - Subtribe Embolotheriina - Gnathotitan, Belső-Mongólia, 2,5 m - Aktautitan, Kazahsztán, 2,5 m - Metatitan, Mongólia, 1,5 m - Nasamplus, Belső-Mongólia - Protembolotherium, Külső-Mongólia, 2 m - Embolotherium (köztük a Titanodectes), Mongólia, 2,5 m - Subtribe Brontotheriina - Parabrontops, Mongólia, 2 m - Protitanops, Észak-Amerika, 2 m - Notiotitanops, Észak-Amerika, 2 m - Dianotitan, Kína, 2 m - Duchesneodus, Észak-Amerika - Megacerops (köztük a Menodus, Brontotherium, Brontops, Menops, Ateleodon, és az Oreinotherium), Észak-Amerika, 2,5 m |